# 阿塞拉尔新镇
阿塞拉尔新镇，是西班牙卡斯蒂利亚-莱昂阿维拉省的一个市镇。总面积18平方公里，总人口176人（2001年），人口密度10人/平方公里。